# 虎门镇
虎門鎮，是中华人民共和国广东省东莞市下辖的一个鎮，面积为178.5平方公里，位于东莞市西南部、珠江口东岸，镇中心区俗称太平，东边与长安镇相邻，西边与番禺区隔冮相邻，南边靠大海，北边与厚街镇，东北边与大岭山镇，相邻西北隔东江支流连沙田镇，东南边与深圳市宝安区隔海相望。虎门为象形地名，因珠江口突起对列的大虎、小虎二山而得名。鎮人民政府駐則徐社區，辦公地址為虎門大道38號。
2015年，全镇生产总值447亿元人民币。虎门镇的产业以服装业为主。改革开放初期，虎门“洋货一条街”上售卖的由香港流入的服装服饰，虎门的服装贸易因此名声鹊起，现虎门已成为中国服装服饰名城。

## 名字由来
虎门是象形地名，原指珠江口上大虎、小虎二山对列之水域。大虎、小虎二山，宋朝时称秀山，又名虎头山。二山对列水域民间俗称虎头门，到清朝初简称虎门。《广州府图经志》记载:“大虎虎，二山相次，若虎踞之状，故名虎头门。”于民国时期成书的《东莞县志》记载:“虎头山，在城西南五十五里大海中，一名秀山，有大、小虎头二山，俗名虎头门。”张二果于明崇祯年间成书的《东莞县志》称虎门“二山对列，束隘如门，轩然昂头，隐若虎踞，潮汐出入，势甚雄激，南控重溟，为省城门户”。清康熙二十六年（1687年），虎门驻军营寨虎头门寨由阿娘鞋岛（威远岛）迁移到石旗岭（大人山）下。嘉庆十五年（1810年），又在此地建立虎门水师提督署，统管全省三十六营水师。此后，虎门寨城内外水陆之域被统称为“虎门”。

## 行政变迁
今虎门所属区域，在明洪武元年（1368年）属于东莞县归城乡第七、八、九都，在明洪武四年（1371年）属缺口司管辖，在民国初期分别属八区、五区、三区，民国13年（1924年）虎门所属区改称十一区。民国27年（1938年）10月，日军军队侵占虎门。民国29年（1940年）5月，东莞县政府重新建立，虎门划属第五区公署。1949年10月，东莞落入共产党政权，虎门所属区域中的太平设为太平市（东莞县辖市），其他区域隶属东莞县第六区。1953年初，土地改革复查，东莞县划分15个区。原东莞县第六区所辖怀德、树田2个乡划属第九区，小虎乡划入第十一区，余下的镇洲乡、赤龙乡、博涌乡、北宁乡、南北面乡、虎洲乡、南栅乡、基宁乡、白沙乡设置为第十区。同年，第九区并入第十区。1954年6月30日，东莞县第十区的塘郎、杨屋2个乡划属东莞县第三区（后改称寮步区），基宁、镇州、南北面等3个乡划属新成立的东莞县第十一区（后改称沙田区）。1955年9月，东莞县第十区改称虎门区。1957年3月，东莞撤销区建制，合并成立大乡，虎门区改为虎门大乡、北栅大乡、沙头大乡。
1958年9月20日，东莞县废除大乡成立人民公社，虎门大乡、北栅大乡、长安大乡及太平镇合并成立虎门人民公社。1959年5月30日，太平镇由虎门人民公社分出，成立太平镇人民公社。同年8月28日分出长安人民公社。长安人民公社于1960年5月并入虎门人民公社，于1961年7月再从虎门人民公社分出。1960年4月至1961年6月，沙田片区、新沙片区、大洲片区划属厚街人民公社。1983年10月，废除人民公社体制，成立虎门区公所，同时将阿娘鞋岛（威远岛）的南面生产大队、北面生产大队、九门寨生产大队、武山沙生产大队划归太平镇管辖。1985年10月4日，经广东省人民政府批准，太平镇和虎门区合并为虎门镇，实行镇管村体制。原太平镇政府驻地改称太平港，为虎门镇人民政府所在地。1998年7月8日，经广东省人民政府批准，撤销新湾镇建制，原新湾镇所属港湾、向东等10个管理区和新湾居委会划归虎门镇管辖。
2015年，中国国家发改委印发《国家新型城镇化综合试点方案》，虎门镇开展撤镇设市试点，东莞市赋予虎门镇县级管理权限，但不配四套班子，不设街道办。

## 人口
根據東莞市第七次全国人口普查公報顯示，截至2020年11月1日零時，虎門鎮常住人口為838144人。

## 历史冲突
1839年4月，林则徐与邓廷桢及广东海关监督豫坤到达虎门，令英美烟贩在沙角呈缴鸦片。6月3日，通过海水浸化的方式销毁收缴的鸦片，事件被称为“虎门销烟”。
1841年1月，英国军队攻破虎门的沙角炮台和大角炮台。2月，英国军队摧毁虎门沿岸防线。1843年，清朝钦差大臣耆英与英国全权公使在虎门签订《虎门条约》。

## 行政区划
虎门镇下辖：东方社区、则徐社区、虎门寨社区、树田社区、怀德社区、居歧社区、村头社区、陈村社区、黄村社区、大宁社区、北栅社区、龙眼社区、赤岗社区、博涌社区、新联社区、白沙社区、镇口社区、金洲社区、小捷滘社区、南栅社区、东风社区、宴岗社区、路东社区、沙角社区、九门寨社区、南面社区、北面社区、武山沙社区、新湾社区、民泰社区、大岭山生活区和沙角电厂社区。

## 引用
1. ↑  . 中国·国家地名信息库.
2. 1 2  . 中国东莞虎门镇栏目.   [2020-03-12]. （原始内容存档于2020-11-15）.
3. ↑  《东莞市虎门镇志》编纂委员会 2010，第1頁
4. ↑  《东莞市虎门镇志》编纂委员会 2010，第76頁
5. 1 2  《东莞市虎门镇志》编纂委员会 2010，第78-79頁
6. ↑  . 东莞市人民政府.[]
7. ↑  广东省东莞市虎门镇志编纂委员会 2016，第88頁
8. ↑  广东省东莞市虎门镇志编纂委员会 2016，第93頁
9. ↑  《东莞市虎门镇志》编纂委员会 2010，第19頁
10. ↑  . 中华人民共和国国家统计局. 2023 （中文（中国大陆））.[]